# Championnat d'Espagne de rugby à XV 2024-2025
Navigation
División de Honor 2023-2024 División de Honor 2025-2026
La saison 2024-2025 de División de Honor est la 58e édition du championnat d'Espagne de rugby à XV de première division, organisé par la Fédération espagnole de rugby.

## Format de la compétition
Le championnat débute en octobre 2024 et s’achève en mai 2025. Il réunit douze équipes qui s’affrontent une fois lors d’une phase régulière de onze journées. À l’issue de cette phase, les six premières forment le groupe A et les six suivantes le groupe B. Chaque équipe dispute ensuite cinq matchs supplémentaires contre les autres formations de son groupe.
Les huit premières équipes issues de cette seconde phase sont qualifiées pour les séries éliminatoires : les six équipes du groupe A ainsi que les deux meilleures du groupe B.
Le barème est le suivant :
- 4 points pour une victoire ;
- 2 points pour un match nul ;
- 1 point de bonus offensif pour une équipe marquant 4 essais ou plus ;
- 1 point de bonus défensif pour une défaite par 7 points d’écart ou moins.

### Montée et descente
Le dernier du classement général est relégué en División de Honor B, la deuxième division nationale. Le champion de cette division accède à la División de Honor.
L’avant-dernier du championnat dispute un barrage de maintien face au finaliste malheureux des barrages d’accession de la División de Honor B.

## Équipes participantes
Douze équipes disputent la saison 2024-2025. Le Belenos RC (es) a été relégué à l’issue de la saison précédente et remplacé par CR La Vila, champion de División de Honor B.

### Participants
| Barcelone Complutense Cisneros Aparejadores Burgos La Vila Joiosa Les Abelles Ordizia El Salvador Santboiana VRAC Ciencias Séville Alcobendas CRC Pozuelo |

Depuis la création du championnat, un seul club n'a jamais été relégué : l'UE Santboiana. Le Valladolid RAC participe également au championnat sans interruption depuis son accession lors de la saison 1992-1993.
Dans la liste détaillée des équipes participantes, les clubs sont classés en fonction de leur classement général au Championnat d'Espagne de la saison précédente.
| Club                      | Classement 2023-2024      | Entraîneur en chef     | Stade                                                 |
| ------------------------- | ------------------------- | ---------------------- | ----------------------------------------------------- |
| CD Aparejadores Burgos    | 1er                       | José Basso             | CS San Amaro (es), Burgos                             |
| Valladolid RAC            | 2e                        | Diego Merino Rodríguez | Stade Pepe-Rojo, Valladolid                           |
| Ciencias Séville          | 3e                        | Tomás Carrió           | La Cartuja, Séville                                   |
| Silicius Alcobendas Rugby | 4e                        | Javier Garrido         | Las Terrazas, Alcobendas                              |
| UE Santboiana             | 5e                        | Sergi Guerrero         | Estadi Baldiri Aleu (es), Sant Boi de Llobregat       |
| CR El Salvador            | 6e                        | Juan Carlos Pérez      | Stade Pepe-Rojo, Valladolid                           |
| Complutense Cisneros      | 7e                        | Valentin Telleriarte   | Stade national complutense, Madrid                    |
| Les Abelles               | 8e                        | Guillermo Ahuir        | Polideportivo de Quatre Carreres, Valence (Espagne)   |
| Ordizia Rugby Elkartea    | 9e                        | Federico Gallo         | Stade d'Altamira, Ordizia                             |
| CRC Pozuelo               | 10e                       | Miguel Ángel Puerta    | Campo de rugby Valle de las Cañas, Pozuelo de Alarcón |
| FC Barcelone              | 11e                       | Santiago Monteagudo    | La Teixonera Rugby, Barcelone                         |
| CR La Vila                | 1re (División de Honor B) | Hernan Diego Quirelli  | Campo de Rugby El Pantano, La Vila Joiosa             |

Légende des couleurs et abréviations :

## Résultats et classement
La saison est divisée en plusieurs phases. Lors de la première phase, chaque équipe dispute un match contre chacun des autres clubs.

### Première phase
| Rang | Club                      | J  | V  | N | D  | Em | Ee | Bo | Bd | Pm  | Pe  | Diff | Pts |
| ---- | ------------------------- | -- | -- | - | -- | -- | -- | -- | -- | --- | --- | ---- | --- |
| 1    | Valladolid RAC T          | 16 | 14 | 0 | 2  | 78 | 28 | 10 | 2  | 535 | 235 | +300 | 68  |
| 2    | CR El Salvador            | 11 | 10 | 0 | 1  | 28 | 23 | 2  | 1  | 250 | 197 | +53  | 43  |
| 3    | Aparejadores Burgos       | 11 | 8  | 0 | 3  | 54 | 24 | 4  | 3  | 376 | 217 | +159 | 39  |
| 4    | Silicius Alcobendas Rugby | 11 | 8  | 0 | 3  | 47 | 33 | 3  | 3  | 353 | 245 | +108 | 38  |
| 5    | UE Santboiana             | 11 | 7  | 0 | 4  | 45 | 35 | 3  | 3  | 320 | 272 | +48  | 34  |
| 6    | Ciencias Séville (T)      | 11 | 5  | 1 | 5  | 38 | 31 | 2  | 3  | 313 | 276 | +37  | 27  |
| 7    | Cisneros                  | 11 | 4  | 0 | 7  | 38 | 41 | 2  | 4  | 291 | 295 | -4   | 22  |
| 8    | FC Barcelone              | 11 | 4  | 0 | 7  | 29 | 43 | 0  | 2  | 241 | 308 | -67  | 18  |
| 9    | CR La Vila (P)            | 11 | 3  | 1 | 7  | 38 | 42 | 0  | 4  | 276 | 318 | -42  | 18  |
| 10   | Ordizia                   | 11 | 3  | 0 | 8  | 27 | 46 | 0  | 3  | 254 | 357 | -103 | 15  |
| 11   | CRC Pozuelo               | 11 | 2  | 0 | 9  | 32 | 62 | 0  | 2  | 245 | 423 | -178 | 10  |
| 12   | Les Abelles               | 11 | 1  | 0 | 10 | 25 | 40 | 0  | 0  | 210 | 441 | -231 | 4   |

|  | Qualifiés pour le Groupe A. |
|  | Qualifiés pour le Groupe B. |

### Deuxièmes phases

#### Groupe A
| Rang | Club                      | J  | V  | N | D | Em | Ee | Bo | Bd | Pm  | Pe  | Diff | Pts |
| ---- | ------------------------- | -- | -- | - | - | -- | -- | -- | -- | --- | --- | ---- | --- |
| 1    | Valladolid RAC            | 16 | 14 | 0 | 2 | 78 | 28 | 10 | 2  | 535 | 235 | +300 | 68  |
| 2    | Aparejadores Burgos       | 16 | 12 | 0 | 4 | 69 | 34 | 5  | 3  | 497 | 299 | +198 | 56  |
| 3    | Silicius Alcobendas Rugby | 16 | 11 | 0 | 5 | 59 | 42 | 5  | 4  | 457 | 333 | +124 | 53  |
| 4    | CR El Salvador            | 16 | 12 | 0 | 4 | 37 | 36 | 3  | 1  | 328 | 310 | +18  | 52  |
| 5    | UE Santboiana             | 16 | 8  | 0 | 8 | 58 | 56 | 3  | 4  | 439 | 434 | +5   | 39  |
| 6    | Ciencias Séville (T)      | 16 | 6  | 1 | 9 | 52 | 55 | 2  | 5  | 429 | 449 | -20  | 33  |

|  | Qualifiés pour la phase finale. |
|  | T : Tenant du titre.            |

#### Groupe B
| Rang | Club                 | J  | V | N | D  | Em | Ee  | Bo | Bd | Pm  | Pe  | Diff | Pts |
| ---- | -------------------- | -- | - | - | -- | -- | --- | -- | -- | --- | --- | ---- | --- |
| 1    | Complutense Cisneros | 16 | 8 | 0 | 8  | 68 | 58  | 4  | 5  | 496 | 415 | +81  | 41  |
| 2    | FC Barcelone         | 16 | 8 | 0 | 8  | 51 | 61  | 1  | 2  | 411 | 449 | -38  | 35  |
| 3    | Ordizia RE           | 16 | 7 | 0 | 9  | 53 | 57  | 1  | 4  | 429 | 449 | -20  | 33  |
| 4    | CR La Vila P         | 16 | 4 | 1 | 11 | 61 | 62  | 1  | 5  | 439 | 462 | -23  | 24  |
| 5    | CRC Pozuelo          | 16 | 3 | 0 | 13 | 47 | 83  | 1  | 4  | 358 | 570 | -212 | 17  |
| 6    | Les Abelles          | 16 | 2 | 0 | 14 | 42 | 103 | 0  | 2  | 310 | 723 | -413 | 10  |

|  | Qualifiés pour la phase finale.           |
|  | Relégué en División de Honor B 2025-2026. |
|  | P : Promu 2024.                           |

### Phase finale
Les six premiers au classement du Groupe A et les deux premiers du Groupe B participent à la phase finale. La compétition est remportée par le CR El Salvador, après avoir remporté la finale face aux madrilènes de Complutense Cisneros, qui n'ont pas remporté la compéttion depuis 1985. 

#### Tableau final
|  | Quarts de finale                | Quarts de finale              | Quarts de finale              | Quarts de finale              |                |                | Demi-finales                   | Demi-finales                   | Demi-finales                   | Demi-finales                   |  |  | Finale                         | Finale                         | Finale                         | Finale                         |
|  |                                 |                               |                               |                               |                |                |                                |                                |                                |                                |  |  |                                |                                |                                |                                |
|  | 3 mai 2025 au Stade Pepe-Rojo   | 3 mai 2025 au Stade Pepe-Rojo | 3 mai 2025 au Stade Pepe-Rojo | 3 mai 2025 au Stade Pepe-Rojo |                |                | 10 mai 2025 au Stade Pepe-Rojo | 10 mai 2025 au Stade Pepe-Rojo | 10 mai 2025 au Stade Pepe-Rojo | 10 mai 2025 au Stade Pepe-Rojo |  |  | 4 juin 2025 au Stade Pepe-Rojo | 4 juin 2025 au Stade Pepe-Rojo | 4 juin 2025 au Stade Pepe-Rojo | 4 juin 2025 au Stade Pepe-Rojo |
|  | 3 mai 2025 au Stade Pepe-Rojo   | 3 mai 2025 au Stade Pepe-Rojo | 3 mai 2025 au Stade Pepe-Rojo | 3 mai 2025 au Stade Pepe-Rojo |                |                | 10 mai 2025 au Stade Pepe-Rojo | 10 mai 2025 au Stade Pepe-Rojo | 10 mai 2025 au Stade Pepe-Rojo | 10 mai 2025 au Stade Pepe-Rojo |  |  | 4 juin 2025 au Stade Pepe-Rojo | 4 juin 2025 au Stade Pepe-Rojo | 4 juin 2025 au Stade Pepe-Rojo | 4 juin 2025 au Stade Pepe-Rojo |
|  | Valladolid RAC                  | Valladolid RAC                | 57                            | 57                            |                |                | 10 mai 2025 au Stade Pepe-Rojo | 10 mai 2025 au Stade Pepe-Rojo | 10 mai 2025 au Stade Pepe-Rojo | 10 mai 2025 au Stade Pepe-Rojo |  |  | 4 juin 2025 au Stade Pepe-Rojo | 4 juin 2025 au Stade Pepe-Rojo | 4 juin 2025 au Stade Pepe-Rojo | 4 juin 2025 au Stade Pepe-Rojo |
|  | Valladolid RAC                  | Valladolid RAC                | 57                            | 57                            |                |                | 10 mai 2025 au Stade Pepe-Rojo | 10 mai 2025 au Stade Pepe-Rojo | 10 mai 2025 au Stade Pepe-Rojo | 10 mai 2025 au Stade Pepe-Rojo |  |  | 4 juin 2025 au Stade Pepe-Rojo | 4 juin 2025 au Stade Pepe-Rojo | 4 juin 2025 au Stade Pepe-Rojo | 4 juin 2025 au Stade Pepe-Rojo |
|  | FC Barcelone                    | FC Barcelone                  | 17                            | 17                            |                |                | 10 mai 2025 au Stade Pepe-Rojo | 10 mai 2025 au Stade Pepe-Rojo | 10 mai 2025 au Stade Pepe-Rojo | 10 mai 2025 au Stade Pepe-Rojo |  |  | 4 juin 2025 au Stade Pepe-Rojo | 4 juin 2025 au Stade Pepe-Rojo | 4 juin 2025 au Stade Pepe-Rojo | 4 juin 2025 au Stade Pepe-Rojo |
|  | FC Barcelone                    | FC Barcelone                  | 17                            | 17                            | Valladolid RAC | Valladolid RAC | 20                             | 20                             |                                |                                |  |  | 4 juin 2025 au Stade Pepe-Rojo | 4 juin 2025 au Stade Pepe-Rojo | 4 juin 2025 au Stade Pepe-Rojo | 4 juin 2025 au Stade Pepe-Rojo |
|  | 3 mai 2025 au Stade Pepe-Rojo   |                               |                               |                               | Valladolid RAC | Valladolid RAC | 20                             | 20                             |                                |                                |  |  | 4 juin 2025 au Stade Pepe-Rojo | 4 juin 2025 au Stade Pepe-Rojo | 4 juin 2025 au Stade Pepe-Rojo | 4 juin 2025 au Stade Pepe-Rojo |
|  |                                 |                               | CR El Salvador                | CR El Salvador                | 24             | 24             |                                |                                |                                |                                |  |  | 4 juin 2025 au Stade Pepe-Rojo | 4 juin 2025 au Stade Pepe-Rojo | 4 juin 2025 au Stade Pepe-Rojo | 4 juin 2025 au Stade Pepe-Rojo |
|  | CR El Salvador                  | CR El Salvador                | CR El Salvador                | CR El Salvador                | 24             | 24             | 20                             | 20                             |                                |                                |  |  | 4 juin 2025 au Stade Pepe-Rojo | 4 juin 2025 au Stade Pepe-Rojo | 4 juin 2025 au Stade Pepe-Rojo | 4 juin 2025 au Stade Pepe-Rojo |
|  | CR El Salvador                  | CR El Salvador                | 11 mai 2025 à Las Terrazas    |                               |                |                | 20                             | 20                             |                                |                                |  |  | 4 juin 2025 au Stade Pepe-Rojo | 4 juin 2025 au Stade Pepe-Rojo | 4 juin 2025 au Stade Pepe-Rojo | 4 juin 2025 au Stade Pepe-Rojo |
|  | UE Santboiana                   | UE Santboiana                 | 18                            | 18                            |                |                |                                |                                |                                |                                |  |  | 4 juin 2025 au Stade Pepe-Rojo | 4 juin 2025 au Stade Pepe-Rojo | 4 juin 2025 au Stade Pepe-Rojo | 4 juin 2025 au Stade Pepe-Rojo |
|  | UE Santboiana                   | UE Santboiana                 | 18                            | 18                            | CR El Salvador | CR El Salvador | 14                             | 14                             |                                |                                |  |  |                                |                                |                                |                                |
|  | 4 mai 2025 au CS San Amaro (es) |                               |                               |                               | CR El Salvador | CR El Salvador | 14                             | 14                             |                                |                                |  |  |                                |                                |                                |                                |
|  |                                 |                               | Complutense Cisneros          | Complutense Cisneros          | 11             | 11             |                                |                                |                                |                                |  |  |                                |                                |                                |                                |
|  | Aparejadores Burgos             | Aparejadores Burgos           | Complutense Cisneros          | Complutense Cisneros          | 11             | 11             | 24                             | 24                             |                                |                                |  |  |                                |                                |                                |                                |
|  | Aparejadores Burgos             | Aparejadores Burgos           |                               |                               |                |                |                                |                                |                                |                                |  |  |                                |                                |                                |                                |
|  | Complutense Cisneros            | Complutense Cisneros          | 25                            | 25                            |                |                |                                |                                |                                |                                |  |  |                                |                                |                                |                                |
|  | Complutense Cisneros            | Complutense Cisneros          | 25                            | 25                            | Alcobendas     | Alcobendas     | 7                              | 7                              |                                |                                |  |  |                                |                                |                                |                                |
|  | 4 mai 2025 à Las Terrazas       |                               |                               |                               | Alcobendas     | Alcobendas     | 7                              | 7                              |                                |                                |  |  |                                |                                |                                |                                |
|  |                                 |                               | Complutense Cisneros          | Complutense Cisneros          | 12             | 12             |                                |                                |                                |                                |  |  |                                |                                |                                |                                |
|  | Alcobendas                      | Alcobendas                    | Complutense Cisneros          | Complutense Cisneros          | 12             | 12             | 53                             | 53                             |                                |                                |  |  |                                |                                |                                |                                |
|  | Alcobendas                      | Alcobendas                    |                               |                               |                |                |                                | 53                             |                                |                                |  |  |                                |                                |                                |                                |
|  | Ciencias Séville                | Ciencias Séville              | 19                            | 19                            |                |                |                                |                                |                                |                                |  |  |                                |                                |                                |                                |
|  | Ciencias Séville                | Ciencias Séville              | 19                            | 19                            |                |                |                                |                                |                                |                                |  |  |                                |                                |                                |                                |
|  |                                 |                               |                               |                               |                |                |                                |                                |                                |                                |  |  |                                |                                |                                |                                |